# Zlurada (film)
Gospodarica zla (eng. Maleficent), filmski fantastični triler o zloj vili Zluradi iz Disneyjevog crtanog filma Trnoružica iz 1959. godine. Glavnu ulogu igra Angelina Jolie, a film se u kinima počeo prikazivati 30. svibnja 2014. godine.

## Radnja
Film Gospodarica zla je neispričana priča o glavnoj negativki iz Disneyjevog crtića Trnoružica iz 1959. godine. Lijepa i dobra mlada žena živi idiličnim životom u šumskom kraljevstvu sve dok jednog dana ne bude izvršen vojni napad koji prijeti skladu u zemlji. Zlurada se diže kako bi zaštitila zemlju, ali u konačnici pati od nemilosrdne izdaje koja ju učini zlom i željnom osvete. Zlurada otpočinje epsku bitku protiv nasljednika kralja osvajačkog kraljevstva te baca kletvu na njegovo novorođenče Auroru. Kako dijete raste, Zlurada shvaća kako Aurora drži ključ mira u kraljevstvu.